# Ōdera Yasuzumi
Ōdera Yasuzumi est un nom japonais traditionnel ; le nom de famille (ou le nom d'école), Ōdera, précède donc le prénom (ou le nom d'artiste).
Ōdera Yasuzumi (大寺安純) (9 mars 1846 - 9 février 1895) est un général de l'armée impériale japonaise qui est le mort japonais le plus gradé de la première guerre sino-japonaise.

## Biographie
Ōdera est né dans le domaine de Satsuma (actuelle préfecture de Kagoshima). Il est le second fils d'un samouraï au service du clan Shimazu. Il étudie à l'académie militaire du domaine et participe à la guerre de Boshin de la restauration de Meiji. En 1872, il entre dans la nouvelle armée impériale japonaise comme sous-lieutenant. Il est vite promu lieutenant et, en février 1874, il participe à la répression de la rébellion de Saga, puis à l'expédition de Taïwan de 1874. Il sert au district militaire de Hiroshima dans le 12e régiment d'infanterie. Durant la rébellion de Satsuma, il est commandant d'une compagnie. Il sert ensuite dans le 11e régiment d'infanterie, puis comme commandant de brigade dans le 8e régiment d'infanterie et dans la garde impériale. il est promu capitaine en 1888 après avoir été chef d'État-major de la 2e, 4e et 1re divisions, et est envoyé en Europe comme attaché militaire. 
En novembre 1894, Ōdera est promu major-général et nommé commandant du 11e régiment d'infanterie. Alors qu'il mène ses troupes lors de la bataille de Weihaiwei contre les fortifications terrestres de la base navale, sa position est frappée par un obus d'artillerie des défenseurs de l'armée de Beiyang. Ōdera est le seul général japonais tué au combat durant cette guerre.
Ōdera est promu à titre posthume au 3e rang de cour, et son fils reçoit le titre de baron (danshaku) selon le système de noblesse kazoku. Sa tombe se trouve au cimetière d'Aoyama à Tokyo, et certains de ses effets personnels sont exposés au musée militaire Yūshūkan sur le site du sanctuaire Yasukuni dédié aux soldats morts pour le Japon.

## Source de la traduction

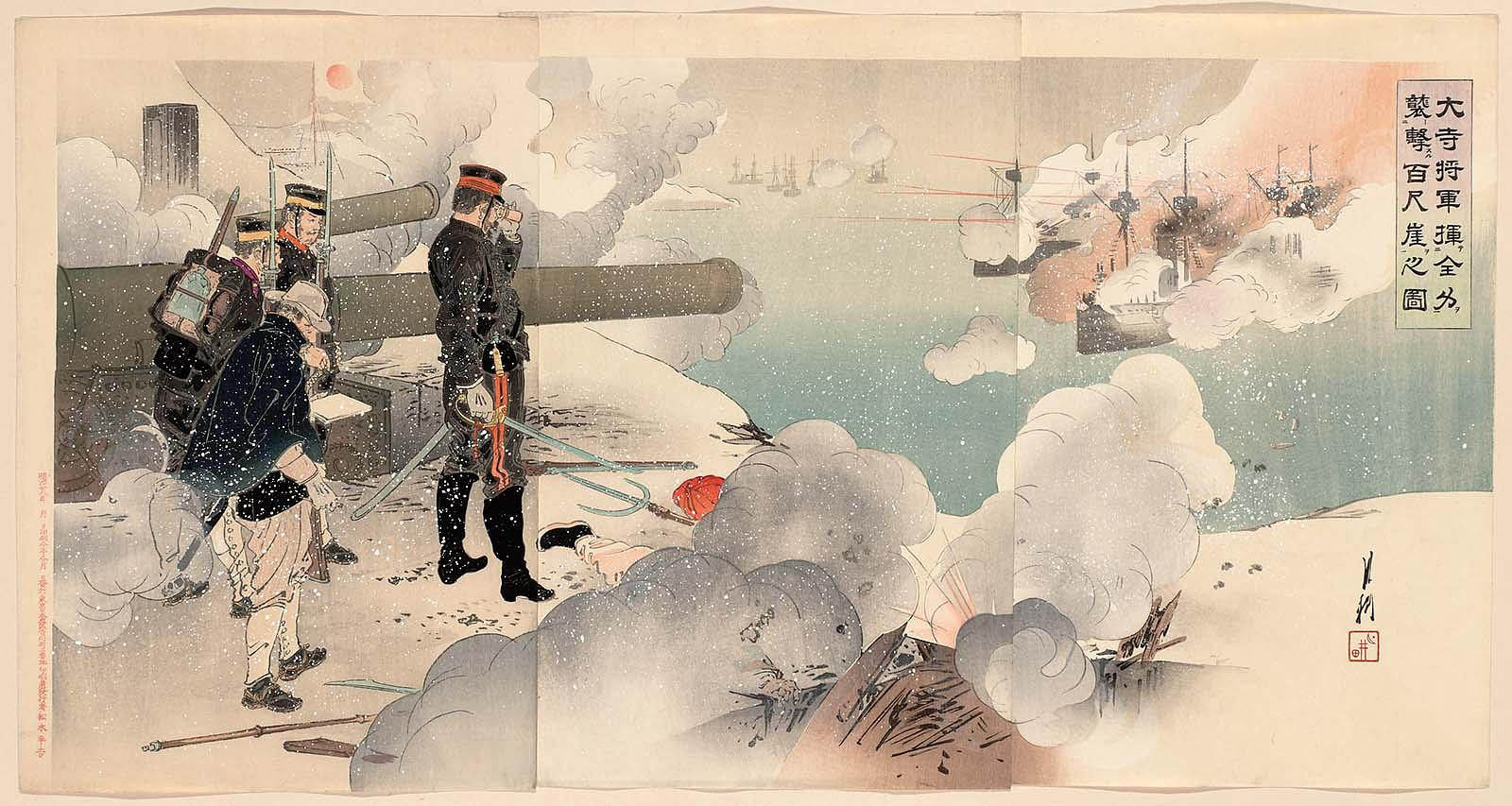
Ōdera Yasuzumi à la bataille de Weihaiwei (ukiyo-e d'Ogata Gekkō).

- (en) Cet article est partiellement ou en totalité issu de l’article de Wikipédia en anglais intitulé « Ōdera Yasuzumi » (voir la liste des auteurs).